# Afrika-Cup 2024/Gruppe A
| Pl. | Land             | Sp. | S | U | N | Tore    | Diff. | Punkte |
| --- | ---------------- | --- | - | - | - | ------- | ----- | ------ |
| 1.  | Äquatorialguinea | 3   | 2 | 1 | 0 | 009:300 | +6    | 07     |
| 2.  | Nigeria          | 3   | 2 | 1 | 0 | 003:100 | +2    | 07     |
| 3.  | Elfenbeinküste   | 3   | 1 | 0 | 2 | 002:500 | −3    | 03     |
| 4.  | Guinea-Bissau    | 3   | 0 | 0 | 3 | 002:700 | −5    | 0      |

Der Artikel gibt Auskunft über die Spiele der Gruppe A beim Afrika-Cup 2024 in der Elfenbeinküste.

## Elfenbeinküste – Guinea-Bissau 2:0 (1:0)
| Elfenbeinküste                                                                               | Elfenbeinküste | Guinea-Bissau | Guinea-Bissau |
| -------------------------------------------------------------------------------------------- | --- | --- | ------------- |
| Elfenbeinküste                                                                               | \| 1. Spieltag \| \| 13. Januar 2024 um 20:00 Uhr (21:00 Uhr MEZ) in Abidjan (Stade National de la Côte d’Ivoire) \| \| Zuschauer: 60.000 \| \| Schiedsrichter: Amin Omar ( Ägypten) \| \| Spielbericht \| | \| 1. Spieltag \| \| 13. Januar 2024 um 20:00 Uhr (21:00 Uhr MEZ) in Abidjan (Stade National de la Côte d’Ivoire) \| \| Zuschauer: 60.000 \| \| Schiedsrichter: Amin Omar ( Ägypten) \| \| Spielbericht \|                                                                  | Guinea-Bissau |
| Elfenbeinküste                                                                               | Yahia Fofana – Wilfried Singo (46. Serge Aurier), Ousmane Diomandé (77. Willy Boly), Evan N’Dicka, Ghislain Konan – Ibrahim Sangaré (90.+1' Idrissa Doumbia), Franck Kessié , Seko Fofana – Jonathan Bamba (61. Nicolas Pépé), Jean-Philippe Krasso (61. Karim Konaté), Jérémie Boga Cheftrainer: Jean-Louis Gasset ( Frankreich) | Ouparine Djoco – Jefferson Encada, Opa Sanganté, Marcelo Djaló, Fali Candé – Janio Bikel, Moreto Cassamá (67. Carlos Mendes Gomes), Alfa Semedo – Mauro Rodrigues (75. Zé Turbo), Mama Baldé (85. Dálcio Gomes), Carlos Mané (67. Franculino Djú) Cheftrainer: Baciro Candé | Guinea-Bissau |
| Elfenbeinküste                                                                               | 1:0 Fofana (4.) 2:0 Krasso (58.) | | Guinea-Bissau |
| Elfenbeinküste                                                                               | N’Dicka (29.), Sangaré (45.+2') | Cassamá (44.) | Guinea-Bissau |
| Elfenbeinküste                                                                               | Spieler des Spiels: Seko Fofana (Elfenbeinküste) | | Guinea-Bissau |
| 1. Spieltag                                                                                  | | |               |
| 13. Januar 2024 um 20:00 Uhr (21:00 Uhr MEZ) in Abidjan (Stade National de la Côte d’Ivoire) | | |               |
| Zuschauer: 60.000                                                                            | | |               |
| Schiedsrichter: Amin Omar ( Ägypten)                                                         | | |               |
| Spielbericht                                                                                 | | |               |

## Nigeria – Äquatorialguinea 1:1 (1:1)
| Nigeria                                                                                      | Nigeria | Äquatorialguinea | Äquatorialguinea |
| -------------------------------------------------------------------------------------------- | --- | --- | ---------------- |
| Nigeria                                                                                      | \| 1. Spieltag \| \| 14. Januar 2024 um 14:00 Uhr (15:00 Uhr MEZ) in Abidjan (Stade National de la Côte d’Ivoire) \| \| Zuschauer: 8.500 \| \| Schiedsrichter: Abongile Tom ( Südafrika) \| \| Spielbericht \| | \| 1. Spieltag \| \| 14. Januar 2024 um 14:00 Uhr (15:00 Uhr MEZ) in Abidjan (Stade National de la Côte d’Ivoire) \| \| Zuschauer: 8.500 \| \| Schiedsrichter: Abongile Tom ( Südafrika) \| \| Spielbericht \|                                                  | Äquatorialguinea |
| Nigeria                                                                                      | Stanley Nwabili – Ola Aina (83. Bright Osayi-Samuel), William Troost-Ekong, Semi Ajayi, Zaidu Sanusi (83. Calvin Bassey) – Frank Onyeka, Moses Simon (69. Samuel Chukwueze), Alhassan Yusuf (69. Joe Aribo), Alex Iwobi (90.+4' Kelechi Iheanacho), Ademola Lookman – Victor Osimhen Cheftrainer: José Peseiro ( Portugal) | Jesús Owono – Carlos Akapo, Esteban Obiang, Saúl Coco, Basilio Ndong – Federico Bikoro, Emilio Nsue, Pablo Ganet (74. Álex Balboa) – Iban Salvador (90.+3' Luis Nlavo), Pepín (86. Santiago Eneme), Jannick Buyla (75. José Nabil Ondo) Cheftrainer: Juan Michá | Äquatorialguinea |
| Nigeria                                                                                      | 1:1 Osimhen (38.) | 0:1 Salvador (36.) | Äquatorialguinea |
| Nigeria                                                                                      | Zaidu (65.) | Bikoro (26.), Balboa (85.) | Äquatorialguinea |
| Nigeria                                                                                      | Spieler des Spiels: Jesús Owono (Äquatorialguinea) | | Äquatorialguinea |
| 1. Spieltag                                                                                  | | |                  |
| 14. Januar 2024 um 14:00 Uhr (15:00 Uhr MEZ) in Abidjan (Stade National de la Côte d’Ivoire) | | |                  |
| Zuschauer: 8.500                                                                             | | |                  |
| Schiedsrichter: Abongile Tom ( Südafrika)                                                    | | |                  |
| Spielbericht                                                                                 | | |                  |

## Äquatorialguinea – Guinea-Bissau 4:2 (1:1)
| Äquatorialguinea                                                                             | Äquatorialguinea | Guinea-Bissau | Guinea-Bissau |
| -------------------------------------------------------------------------------------------- | --- | --- | ------------- |
| Äquatorialguinea                                                                             | \| 2. Spieltag \| \| 18. Januar 2024 um 14:00 Uhr (15:00 Uhr MEZ) in Abidjan (Stade National de la Côte d’Ivoire) \| \| Schiedsrichter: Samuel Uwikunda ( Ruanda) \| \| Spielbericht \|                                                                                            | \| 2. Spieltag \| \| 18. Januar 2024 um 14:00 Uhr (15:00 Uhr MEZ) in Abidjan (Stade National de la Côte d’Ivoire) \| \| Schiedsrichter: Samuel Uwikunda ( Ruanda) \| \| Spielbericht \|                                                                                                  | Guinea-Bissau |
| Äquatorialguinea                                                                             | Jesús Owono – Carlos Akapo (80. Marvin Anieboh), Esteban Obiang, Saúl Coco, Basilio Ndong – Federico Bikoro, Iban Salvador (80. Jannick Buyla), Pepín, Pablo Ganet (73. Santiago Eneme), José Antonio Miranda (80. Luis Nlavo) – Emilio Nsue (83. Noé Ela) Cheftrainer: Juan Michá | Ouparine Djoco – Jefferson Encada, Marcelo Djaló, Sori Mané , Fali Candé – Alfa Semedo (86. Carlos Mané), Janio Bikel, Moreto Cassamá (64. Carlos Mendes Gomes) – Mauro Rodrigues (77. Dálcio Gomes), Franculino Djú (77. Zé Turbo), Mama Baldé (63. Marciano) Cheftrainer: Baciro Candé | Guinea-Bissau |
| Äquatorialguinea                                                                             | 1:0 Nsue (21.) 2:1 Miranda (46.) 3:1 Nsue (51.) 4:1 Nsue (61.) | 1:1 Obiang (37., Eigentor) 4:2 Zé Turbo (90.+3') | Guinea-Bissau |
| Äquatorialguinea                                                                             | Nlavo (83.), Buyla (90.+5') | | Guinea-Bissau |
| Äquatorialguinea                                                                             | Spieler des Spiels: Emilio Nsue (Äquatorialguinea) | | Guinea-Bissau |
| 2. Spieltag                                                                                  | | |               |
| 18. Januar 2024 um 14:00 Uhr (15:00 Uhr MEZ) in Abidjan (Stade National de la Côte d’Ivoire) | | |               |
| Schiedsrichter: Samuel Uwikunda ( Ruanda)                                                    | | |               |
| Spielbericht                                                                                 | | |               |

## Elfenbeinküste – Nigeria 0:1 (0:0)
| Elfenbeinküste                                                                               | Elfenbeinküste | Nigeria | Nigeria |
| -------------------------------------------------------------------------------------------- | --- | --- | ------- |
| Elfenbeinküste                                                                               | \| 2. Spieltag \| \| 18. Januar 2024 um 17:00 Uhr (18:00 Uhr MEZ) in Abidjan (Stade National de la Côte d’Ivoire) \| \| Zuschauer: 49.517 \| \| Schiedsrichter: Mustapha Ghorbal ( Algerien) \| \| Spielbericht \| | \| 2. Spieltag \| \| 18. Januar 2024 um 17:00 Uhr (18:00 Uhr MEZ) in Abidjan (Stade National de la Côte d’Ivoire) \| \| Zuschauer: 49.517 \| \| Schiedsrichter: Mustapha Ghorbal ( Algerien) \| \| Spielbericht \|                                                                                 | Nigeria |
| Elfenbeinküste                                                                               | Yahia Fofana – Evan N’Dicka, Ousmane Diomandé, Ghislain Konan (80. Oumar Diakité) – Seko Fofana, Serge Aurier (67. Wilfried Singo), Franck Kessié, Christian Kouamé (67. Jonathan Bamba), Ibrahim Sangaré – Jérémie Boga (67. Nicolas Pépé), Jean-Philippe Krasso (84. Karim Konaté) Cheftrainer: Jean-Louis Gasset ( Frankreich) | Stanley Nwabili – Ola Aina, Semi Ajayi, William Troost-Ekong, Zaidu Sanusi (80. Kenneth Omeruo) – Frank Onyeka, Calvin Bassey, Ademola Lookman (79. Bright Osayi-Samuel), Alex Iwobi, Samuel Chukwueze (72. Moses Simon) – Victor Osimhen (88. Paul Onuachu) Cheftrainer: José Peseiro ( Portugal) | Nigeria |
| Elfenbeinküste                                                                               | 0:1 Troost-Ekong (55., Foulelfmeter) | | Nigeria |
| Elfenbeinküste                                                                               | Nwabili (90.+2') | | Nigeria |
| Elfenbeinküste                                                                               | Spieler des Spiels: Victor Osimhen (Nigeria) | | Nigeria |
| 2. Spieltag                                                                                  | | |         |
| 18. Januar 2024 um 17:00 Uhr (18:00 Uhr MEZ) in Abidjan (Stade National de la Côte d’Ivoire) | | |         |
| Zuschauer: 49.517                                                                            | | |         |
| Schiedsrichter: Mustapha Ghorbal ( Algerien)                                                 | | |         |
| Spielbericht                                                                                 | | |         |

## Äquatorialguinea – Elfenbeinküste 4:0 (1:0)
| Äquatorialguinea                                                                             | Äquatorialguinea | Elfenbeinküste | Elfenbeinküste |
| -------------------------------------------------------------------------------------------- | --- | --- | -------------- |
| Äquatorialguinea                                                                             | \| 3. Spieltag \| \| 22. Januar 2024 um 17:00 Uhr (18:00 Uhr MEZ) in Abidjan (Stade National de la Côte d’Ivoire) \| \| Schiedsrichter: Mahmood Ismail ( Sudan) \| | \| 3. Spieltag \| \| 22. Januar 2024 um 17:00 Uhr (18:00 Uhr MEZ) in Abidjan (Stade National de la Côte d’Ivoire) \| \| Schiedsrichter: Mahmood Ismail ( Sudan) \| | Elfenbeinküste |
| Äquatorialguinea                                                                             | Jesús Owono – Carlos Akapo, Esteban Obiang, Saúl Coco, Basilio Ndong – Iban Salvador (78. Luis Nlavo), Pablo Ganet (85. Álex Balboa), Federico Bikoro, Pepín (85. Santiago Eneme), José Antonio Miranda (56. Jannick Buyla) – Emilio Nsue (78. Óscar Siafá) Cheftrainer: Juan Michá | Yahia Fofana – Wilfried Singo, Willy Boly (83. Simon Adingra), Evan N’Dicka, Ghislain Konan (64. Jean-Philippe Krasso) – Ibrahim Sangaré, Franck Kessié , Seko Fofana – Oumar Diakité (83. Max Gradel), Nicolas Pépé (65. Jérémie Boga), Christian Kouamé (65. Karim Konaté) Cheftrainer: Jean-Louis Gasset ( Frankreich) | Elfenbeinküste |
| Äquatorialguinea                                                                             | 1:0 Nsue (42.) 2:0 Ganet (73.) 3:0 Nsue (75.) 4:0 Buyla (88.) | | Elfenbeinküste |
| Äquatorialguinea                                                                             | Miranda (12.), Owono (45.+5') | Kouamé (45.+5'), Boly (72.), Eneme (88.) | Elfenbeinküste |
| Äquatorialguinea                                                                             | Spieler des Spiels: Jesús Owono (Äquatorialguinea) | | Elfenbeinküste |
| 3. Spieltag                                                                                  | | |                |
| 22. Januar 2024 um 17:00 Uhr (18:00 Uhr MEZ) in Abidjan (Stade National de la Côte d’Ivoire) | | |                |
| Schiedsrichter: Mahmood Ismail ( Sudan)                                                      | | |                |

## Guinea-Bissau – Nigeria 0:1 (0:1)
| Guinea-Bissau                                                                          | Guinea-Bissau | Nigeria | Nigeria |
| -------------------------------------------------------------------------------------- | --- | --- | ------- |
| Guinea-Bissau                                                                          | \| 3. Spieltag \| \| 22. Januar 2024 um 17:00 Uhr (18:00 Uhr MEZ) in Abidjan (Stade Félix Houphouët-Boigny) \| \| Schiedsrichter: Bouchra Karboubi ( Marokko) \| | \| 3. Spieltag \| \| 22. Januar 2024 um 17:00 Uhr (18:00 Uhr MEZ) in Abidjan (Stade Félix Houphouët-Boigny) \| \| Schiedsrichter: Bouchra Karboubi ( Marokko) \| | Nigeria |
| Guinea-Bissau                                                                          | Jonas Mendes – Houboulang Mendes, Edgar Ié, Opa Sanganté, Nanu (80. Fali Candé) – Janio Bikel, Nito Gomes, Famana Quizera (68. Zé Turbo), Dálcio Gomes (88. Alfa Semedo), Carlos Mendes Gomes (46. Marciano) – Zinho Gano (46. Franculino Djú) Cheftrainer: Baciro Candé | Stanley Nwabili – Semi Ajayi, Kenneth Omeruo , Calvin Bassey – Bright Osayi-Samuel (80. Zaidu Sanusi), Frank Onyeka (63. Raphael Onyedika), Joe Aribo (63. Alex Iwobi), Ola Aina (90.+4' Chidozie Awaziem), Samuel Chukwueze (80. Ademola Lookman), Moses Simon – Victor Osimhen Cheftrainer: José Peseiro ( Portugal) | Nigeria |
| Guinea-Bissau                                                                          | 0:1 Sanganté (36.) | | Nigeria |
| Guinea-Bissau                                                                          | Ajayi (44.), Onyeka (50.), Bassey (90.+4') | | Nigeria |
| Guinea-Bissau                                                                          | Spieler des Spiels: Moses Simon (Nigeria) | | Nigeria |
| 3. Spieltag                                                                            | | |         |
| 22. Januar 2024 um 17:00 Uhr (18:00 Uhr MEZ) in Abidjan (Stade Félix Houphouët-Boigny) | | |         |
| Schiedsrichter: Bouchra Karboubi ( Marokko)                                            | | |         |